# تحصیل سمندری
تحصیل سمندری (به انگلیسی: Samundri Tehsil) یک تحصیل در پاکستان است که در ناحیه فیصل آباد واقع شده‌است.